# HAL轻型战斗直升机
HAL轻型战斗直升机 （HAL Light Combat Helicopter(LCH)）是印度斯坦航空有限公司制造的军用攻击直升机。2006年开始开发，并于2010年3月29日首飞。2022年3月，印度内阁安全委员会批准生产首批15架该型直升机，《印度防务新闻》当地时间8月8日报道，印度斯坦航空有限公司HAL完成第一批15架LCH“凶猛”国产轻型武装直升机生产。

## 总览

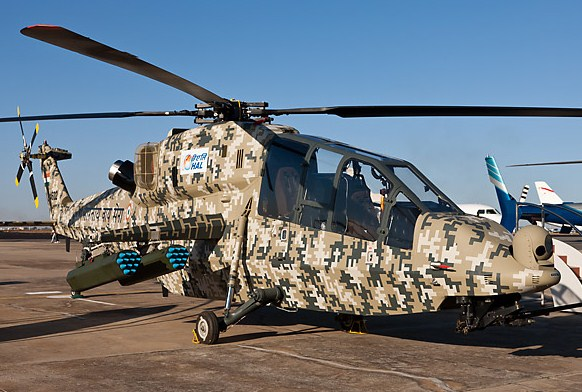
攝於2011年，HAL輕型戰鬥直升機。

因为在卡吉尔战争中印度军队缺乏能够在高空区域不受限制运作的武装直升机，为此印度斯坦航空有限公司和印度军方一同展开了探索，并于2006年提出了Light Combat Helicopter的开发计划。原预计于2010年12月完成开发，但是实际上的开发工作却因为多次拖延而一直持续到2020年。
LCH广泛借鉴了北極星直升機的设计经验，主要的设计定向是为了运用于印度特有的高温高山地带 。2010年3月29日第一架原型机开始首次试飞，在测试过程中LCH成为了第一架降落在锡亚琴冰川的攻击直升机。试飞一直持续到2017年，并依次进行改良。
LCH的早期瞄准装置是利用前红外摄像机来捕捉地面或空中目标，捕获到的信息会被显示在驾驶员的头盔上。LCH的主要武装为携载弹量800发的20毫米機砲，有效射程为2,500英尺(0.76公里)，还可以在4个挂架上安装火箭弹发射器和反坦克导弹。并且可以装备2枚西北風便攜式防空飛彈或拉哈特反坦克导弹等。
LCH于2020年2月宣布准备生产，并在班加罗尔的直升机部门建立了一个轻型战斗直升机生产机库，用于飞机的生产。
2020年6月，宣布订购的第一批LCH直升机将投入使用。 

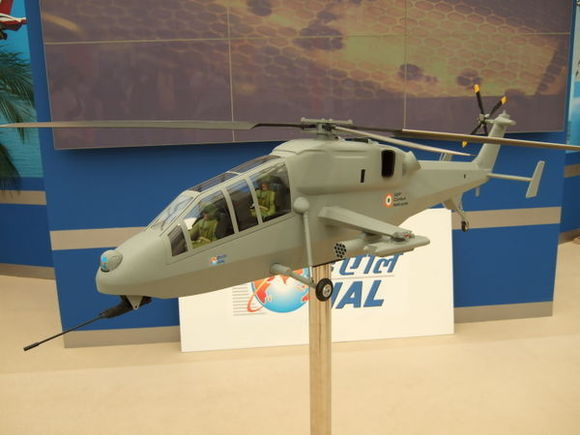
柏林航展展出的LCH模型

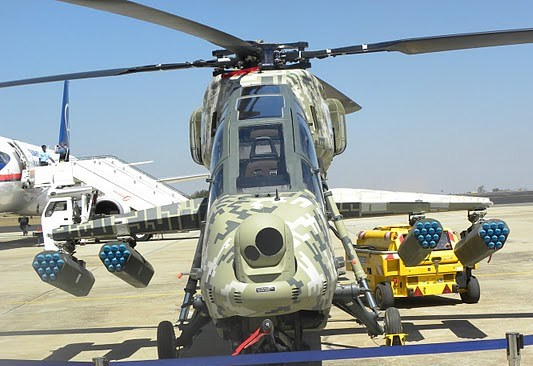
LCH正面

## 使用国
- 印度
  - 印度陆军：预购95架[4]。
  - 印度空军：预购65架[4]。

## 性能
- 乘员：2
- 长度：15.80m
- 主旋翼直径：13.30m
- 高度：4.70m
- 最大起飞重量：5,800kg
- 发动机：赛峰直升机发动机（英语：Safran Helicopter Engines） Safran Ardiden（英语：Safran Ardiden）（1,000 kW） 渦輪軸發動機×2
- 最高速度：280 km/h（海平面）
- 续航里程：700km
- 实际升限：6,500m